# 仙台機場線
仙台機場線（日语：／ Sendai-Kūkō sen */?）是一條連結日本宮城縣名取市的名取站至該市的仙台機場站的鐵路路線，全長7.1公里，由第三部門的仙台機場鐵道（SAT）營運。

## 路線資料
- 管轄（事業類別）：仙台機場鐵道（第一種鐵道事業者）
- 路段、路線距離（營業距離）：名取－仙台機場 7.1公里
- 軌距：1067毫米
- 站數：4個（包括起終點站）
- 複線路段：沒有（全線單線）
- 電氣化路段：全線（交流50Hz 20,000V）
- 閉塞方式：自動閉塞式（特殊）
- 保安裝置：ATS-Ps
- 最高速度：110公里/小時
- 每日使用人數：9,174人（2014年度）[1]

## 車站列表
- 根據起點站起依次記載，列車往仙台機場是上行，往仙台是下行列車。
- 軌道 … 全線單線。∨、◇、∧：可進行列車交會（∨：起點，∧：終點），｜：不可列車交會
- 包括普通列車的所有列車在所有車站停靠。
- 快速…●：停靠站，｜：通過站
- 所有車站都位於宮城縣名取市。

| 中文站名 | 日文站名 | 英文站名 | 站間距離 | 營業距離 | 快速 | 接續路線                         | 軌道 |
| -------- | -------- | -------- | -------- | -------- | ---- | -------------------------------- | ---- |
| 名取     |          |          | -        | 0.0      | ●    | 東日本旅客鐵道：東北本線、常磐線 | ∨    |
| 杜關之下 |          |          | 1.8      | 1.8      | ｜   |                                  | ｜   |
| 美田園   |          |          | 2.0      | 3.8      | ｜   |                                  | ◇    |
| 仙台機場 |          |          | 3.3      | 7.1      | ●    |                                  | ∧    |

## 外部連結
- 仙台機場鐵道株式會社（页面存档备份，存于）